# Ars antiqua
Ars antiqua (Latijn, de oude kunst) behoort tot de vroegste periode van genoteerde muziek, tussen circa 1150 en 1320. In deze stijlperiode ontwikkelde de muziek zich tot een steeds vrijer wordende polyfonie. 
Aanvankelijk is de vocale muziek nog sterk op het gregoriaans georiënteerd, waarbij deze oude melodieën opgerekt werden tot een veelvoud van hun normale duur, en werd deze gregoriaanse tenor geleidelijk aan ook weggelaten. Zo ontstonden onder andere de vroegste conductus partituren van de hand van Leoninus en Perotinus, de twee oudste bij naam bekende componisten van polyfone muziek uit de Notre-Dame School te Parijs.
De ars antiqua kende een metrische notatie, waardoor de composities stuk voor stuk volgens een vast ritmisch patroon verliepen. Deze modale ritmiek, die gebaseerd is op de klassieke versvoeten, is typerend voor de muziek van de ars antiqua.
Vanaf ca. 1320 ging de ars antiqua over in de ars nova, nieuwe kunst.